# Universidad de Cardiff
La Universidad de Cardiff (en inglés: Cardiff University /ˈkɑːdɪf juːnɪˈvɜːsəti/; en galés: Prifysgol Caerdydd /priːvˈəsɡɔl kai̯rˈdiːð/) es una Universidad en Cardiff, Gales, Reino Unido y fundada en 1883. Es una Universidad en su origen asociada a la Universidad de Gales. En agosto de 2004, University of Wales College of Medicine se unió a Universidad de Cardiff, manteniendo el nombre de esta última, y consecuentemente, ambas se separaron de la Universidad de Gales. La tercera institución universitaria más antigua de Gales, cuenta con tres colegios: Artes, humanidades y Ciencias Sociales, Ciencias Biomédicas y de la vida y Ciencias Físicas e Ingenierías.  

## Prestigio
Cardiff es la única universidad galesa miembro del Grupo Russell de universidades británicas de investigación intensiva. Es reconocida por proveer educación de alta calidad con bases en investigación, tener un puesto entre las 100 y 200 mejores universidades en diversos ranking internacionales y estar incluida en el top 5 universidades de investigación del Reino Unido.

## Personajes e historia
Más adelante en su carrera, el astrofísico Fred Hoyle se estableció en la Universidad de Cardiff.